# MPA賞
MPA賞（エムピーエーしょう）は、日本音楽出版社協会（MPA）が主催する音楽に関する賞。1982年創設。

## 概要
MPAに加盟する音楽出版社において、1年間の著作権総分配額が最も大きい楽曲に与えられる。その意味では日本音楽著作権協会（JASRAC）の「JASRAC賞」、NexToneの「NexTone Award」に類似するが、集計期間が異なる（原則として前年12月〜当年9月）点、並びに楽曲の公表時期を対象楽曲の基準に含めている点が大きな違い。発表及び表彰は、毎年12月のMPA年末懇親会の席上で行われる。
2017年からは、JASRAC以外にNexToneの管理楽曲を対象に加え、JASRAC・NexToneそれぞれについて1位の楽曲を表彰するようになった。

## 部門
2017年現在は以下の2部門制。表彰はいずれも音楽出版社に対して行われる。
スタンダード・ソング賞
賞の開催の10年以上前に公表された内国作品で、1年間の総分配額が最も多かった作品に与えられる。過去には総分配額ではなく「放送使用料」のみを対象としていた時期もあった。
ヒット・ソング賞
賞の開催の前年4月1日以降に公表された内国作品で、1年間の総分配額が最も多かった作品に与えられる。
2010年まではJASRAC賞同様の金・銀・銅賞の形式となっており、受賞曲も事実上JASRAC賞と同じとなっていた。

## 過去の受賞曲
※2010年以前についてはJASRAC賞#受賞曲と同一のため省略。
2011年
- スタンダード・ソング賞 ゲバゲバ90分!テーマ（日本テレビ音楽）
- ヒット・ソング賞 ヘビーローテーション（AKS／秋元康事務所／電通）

2012年
- スタンダード・ソング賞 東京ブギウギ（コロムビアソングス）
- ヒット・ソング賞 Everyday、カチューシャ（AKS）

2013年
- スタンダード・ソング賞 君は天然色（ザ・ナイアガラ・エンタープライズ／フジパシフィック音楽出版）
- ヒット・ソング賞 真夏のSounds good !（AKS）

2014年
- スタンダード・ソング賞 東京ブギウギ（コロムビアソングス）
- ヒット・ソング賞 恋するフォーチュンクッキー（AKS）

2015年
- スタンダード・ソング賞 東京ブギウギ（コロムビアソングス）
- ヒット・ソング賞 R.Y.U.S.E.I.（エイベックス・ミュージック・パブリッシング／LDH／バーニングパブリッシャーズ）

2016年
- スタンダード・ソング賞 WOW WAR TONIGHT 〜時には起こせよムーヴメント（フジパシフィックミュージック／吉本音楽出版／エイベックス・ミュージック・パブリッシング／ソニー・ミュージックアーティスツ）
- ヒット・ソング賞 終わらない歌（フジパシフィックミュージック／セーニャ・アンド・サンズ／ティーズ音楽出版／トイズファクトリーミュージック）

2017年
- スタンダード・ソング賞（JASRAC） 糸（ヤマハミュージックエンタテインメントホールディングス）
- スタンダード・ソング賞（NexTone） 渚（ロードアンドスカイ音楽出版）
- ヒット・ソング賞（JASRAC） 恋（日音／アミューズ／ビクターミュージックアーツ／大人計画）
- ヒット・ソング賞（NexTone） 前前前世（voque ting）

2018年
- スタンダード・ソング賞（JASRAC） UFO（日本テレビ音楽/日音/シュン・トクラ・アンド・アソシエイツ/オフィス・トゥー・ワン）
- スタンダード・ソング賞（NexTone） スターゲイザー（ロードアンドスカイ音楽出版）
- ヒット・ソング賞（JASRAC） ヘビーメロウ（フジパシフィックミュージック/ロードアンドスカイ音楽出版）
- ヒット・ソング賞（NexTone） J.S.B. HAPPINESS（LDH music & publishing/エイベックス・ミュージック・パブリッシング）

2019年
- スタンダード・ソング賞（JASRAC）ドラゴンクエスト序曲（スギヤマ工房）
- スタンダード・ソング賞（NexTone）奏（かなで）（オーガスタパブリッシング）
- ヒット・ソング賞（JASRAC）シンデレラガール（日音/ジャニーズ出版）
- ヒット・ソング賞（NexTone）カタルシスト（voque ting）

2020年
- スタンダード・ソング賞（JASRAC） 糸（ヤマハミュージックエンタテインメントホールディングス）
- スタンダード・ソング賞（NexTone）奏（かなで）（オーガスタパブリッシング）
- ヒット・ソング賞（JASRAC）Pretender（フジパシフィックミュージック/ポニーキャニオン音楽出版/ラストラム・ミュージックエンタテインメント）
- ヒット・ソング賞（NexTone）イエスタデイ（ラストラム・ミュージックエンタテインメント/ポニーキャニオン音楽出版/東宝ミュージック）

2021年
- スタンダード・ソング賞（JASRAC） 糸（ヤマハミュージックエンタテインメントホールディングス）
- スタンダード・ソング賞（NexTone）チェリー（ロードアンドスカイ音楽出版）
- ヒット・ソング賞（JASRAC）炎（ソニー・ミュージックパブリッシング/ソニー・ミュージックアーティスツ/ハイウェイスター）
- ヒット・ソング賞（NexTone）うっせぇわ（ユニバーサル・ミュージック・パブリッシング/クラウドナイン）

2022年
- スタンダード・ソング賞（JASRAC） 天才バカボン（読売テレビエンタープライズ）
- スタンダード・ソング賞（NexTone）めくれたオレンジ（エイベックス・ミュージック・パブリッシング/ソニー・ミュージックアーティスツ）
- ヒット・ソング賞（JASRAC）Cry Baby（ポニーキャニオン音楽出版/ラストラム・ミュージックエンタテインメント/ミリカ・ミュージック）
- ヒット・ソング賞（NexTone）踊（NHK出版/ユニバーサル・ミュージック・パブリッシング/クラウドナイン）

2023年
- スタンダード・ソング賞（JASRAC） 天才バカボン（読売テレビエンタープライズ）
- スタンダード・ソング賞（NexTone）独りんぼエンヴィー（ドワンゴ）
- ヒット・ソング賞（JASRAC）ミックスナッツ（テレビ東京ミュージック/東宝ミュージック/ポニーキャニオン音楽出版/ラストラム・ミュージックエンタテインメント）
- ヒット・ソング賞（NexTone）新時代（フジパシフィックミュージック/ユニバーサル・ミュージック・パブリッシング/東映アニメーション音楽出版）